# Maximilien de Renesse
Maximilien Charles Jean Guillaume Richard de Renesse ('s Herenelderen, 27 mei 1801 - Luik, 4 december 1864) was een Belgisch volksvertegenwoordiger.

## Levensloop
Graaf Maximilien de Renesse was de vierde van de acht kinderen van graaf Clément de Renesse (1776-1833) en van barones Cunegonde Schütz von Holtzhausen (1771-1836). Zijn vader was lid van het Belgisch Nationaal Congres. Andere familieleden waren: senator Louis-Joseph de Renesse, zijn broer, senator Ludolphe de Renesse, zijn neef, senator Charles de Gruben, zijn schoonbroer, senator Guillaume Georges François de Borchgrave d'Altena, zijn oom.
Hij trouwde in 1835 met barones Berthe de Gruben (1813-1888). Ze kregen een zoon en een dochter, maar hiermee stierf deze familietak uit.
Hij promoveerde tot doctor in de rechten (1822) aan de Universiteit Luik. Hij kleefde de Belgische Revolutie aan, net als zijn vader, en werd benoemd tot arrondissementscommissaris in Maastricht (1830-1832).
In 1832 werd hij liberaal volksvertegenwoordiger voor het arrondissement Maastricht en bleef dit tot de toepassing van het Verdrag der XXIV Artikelen de overdracht van Noord-Limburg aan Nederland deed uitvoeren. Hij was vervolgens volksvertegenwoordiger voor het arrondissement Tongeren, van 1839 tot 1847 en van 1848 tot 1864.